# Canadá nos Jogos Pan-Americanos de 2011
O Canadá participou dos Jogos Pan-Americanos de 2011 em Guadalajara, no México. O país esteve em quatorze edições anteriores de Jogos Pan-Americanos, só ausente na primeira edição em 1951.

## Medalhas
| Atleta | Esporte              | Prova                             | Medalha |
| --- | -------------------- | --------------------------------- | ------- |
| Ivett Gonda | Taekwondo            | Até 49kg                          | Ouro    |
| Christine Girard | Levantamento de peso | Até 63 kg feminino                | Ouro    |
| Maximillian Pieter Plaxton | Ciclismo             | Cross country masculino           | Prata   |
| Crispin Duenas | Tiro com arco        | Individual masculino              | Prata   |
| David Wakulich Kai Langerfeld Blake Parsons Spencer Crowley                                                                                    | Remo                 | Quatro sem masculino              | Prata   |
| Steven van Knotsenburg Peter McClelland Joshua Morris Benjamin De Wit Kai Langerfeld David Wakulich Blake Parsons Spencer Crowley Mark Laidlaw | Remo                 | Oito com masculino                | Prata   |
| Melanie Kok Barbara McCord Audra Vair Isolda Penney                                                                                            | Remo                 | Skiff quádruplo feminino          | Prata   |
| Sultana Frizell | Atletismo            | Arremesso de martelo feminino     | Prata   |
| Amanda Mae-Ling Sin | Ciclismo             | Cross country feminino            | Bronze  |
| Terence McKall Travis King | Remo                 | Skiff duplo peso leve masculino   | Bronze  |
| Steven Van Knotsenburg Peter McClelland | Remo                 | Dois sem masculino                | Bronze  |
| Audra Vair Barbara McCord | Remo                 | Skiff duplo feminino              | Bronze  |
| Isolda Penney | Remo                 | Skiff simples peso leve feminino  | Bronze  |
| Sandra Kisil Sarah Bonikowsky | Remo                 | Dois sem feminino                 | Bronze  |
| Steven Takahashi | Lutas                | Livre Até 55 kg masculino         | Bronze  |
| Laura Brown | Ciclismo             | Estrada contra o relógio feminino | Bronze  |

## Desempenho

### Atletismo
Feminino
| Atleta          | Prova                | Elim. | Elim. | Semifinal | Semifinal | Final   | Final |
| Atleta          | Prova                | Tempo | Pos.  | Tempo     | Pos.      | Tempo   | Pos.  |
| --------------- | -------------------- | ----- | ----- | --------- | --------- | ------- | ----- |
| Sultana Frizell | Arremesso de martelo |       |       |           |           | 70m11cm |       |
| Arasay Thondike | Arremesso de martelo |       |       |           |           | 60m26cm | 10º   |

### Badminton
| Atleta              | Evento               | 1ª fase                | 2ª fase                           | Oitavas de final                    | Quartas de final                          | Semifinais             | Final                  | Pos.        |
| Atleta              | Evento               | Adversário e resultado | Adversário e resultado            | Adversário e resultado              | Adversário e resultado                    | Adversário e resultado | Adversário e resultado | Pos.        |
| ------------------- | -------------------- | ---------------------- | --------------------------------- | ----------------------------------- | ----------------------------------------- | ---------------------- | ---------------------- | ----------- |
| Toby Ng             | Individual masculino |                        | GUA Kevin Cordon D 11-21, 11-21   | Não avançou                         | Não avançou                               | Não avançou            | Não avançou            | Não avançou |
| Stefan Wojcikiewicz | Individual masculino |                        | BRA Luiz Santos V 21-13, 21-13    | DOM Nelson Javier V 21-13, 21-16    | CUB Osleni Guerrero D 21-10, 20-22, 18-21 | Não avançou            | Não avançou            | Não avançou |
| Michelle Li         | Individual feminino  |                        | BRA Fabiana Silva V 21-10, 21-14  | GUA Ana Lucia de Leon V 21-14, 21-6 | USA Iris Wang                             |                        |                        |             |
| Joycelyn Ko         | Individual feminino  |                        | MEX Mariana Ugalde V 21-11, 21-19 | PUR Santana Daneysha V 21-9, 21-7   | BRA Lohaynny Vicente                      |                        |                        |             |

### Boliche
Duplas
| Atletas                         | Evento    | 1ª série | 1ª série | Final | Final |
| Atletas                         | Evento    | Res.     | Pos.     | Res.  | Pos.  |
| ------------------------------- | --------- | -------- | -------- | ----- | ----- |
| Mark Buffa Arthur Oliver        | Masculino | 2.441    | 4º       | 4.797 | 5º    |
| Caroline LaGrange Jennifer Park | Feminino  | 2.367    | 3º       | 4.827 | 4º    |

### Ciclismo

#### Estrada
| Atleta             | Evento                             | Final    | Final   |
| Atleta             | Evento                             | Tempo    | Posição |
| ------------------ | ---------------------------------- | -------- | ------- |
| Joelle Numainville | Corrida em estrada feminino        | 2:18:23  | 6º      |
| Denise Ramsden     | Corrida em estrada feminino        | 2:18:23  | 22º     |
| Laura Brown        | Corrida em estrada feminino        | 2:19:57  | 28º     |
| Rémi Pelletier     | Estrada contra o relógio masculino | 52:01.07 | 9º      |
| Rob Britton        | Estrada contra o relógio masculino | 52:19.66 | 12º     |
| Denis Ramsden      | Estrada contra o relógio feminino  | 28:38.08 | 7º      |
| Laura Brown        | Estrada contra o relógio feminino  | 28:24.00 |         |

#### Moutain Bike
| Atleta                     | Evento                  | Tempo   | Pos. |
| -------------------------- | ----------------------- | ------- | ---- |
| Derek Zandstra             | Cross country masculino | 1:38:21 | 8°   |
| Maximillian Pieter Plaxton | Cross country masculino | 1:31:29 |      |
| Amanda Mae-Ling Sin        | Cross country feminino  | 1:37:14 |      |
| Mikaela Koffman            | Cross country feminino  | 1:38:08 | 4a   |

### Levantamento de peso
Masculino
| Atleta           | Categoria | Resultado (kg) | Resultado (kg) | Resultado (kg) | Posição |
| Atleta           | Categoria | Arranque       | Arremesso      | Total          | Posição |
| ---------------- | --------- | -------------- | -------------- | -------------- | ------- |
| Mathieu Marineau | Até 85 kg | 143            | 180            | 323 kg         | 5º      |

Feminino
| Atleta           | Categoria | Resultado (kg) | Resultado (kg) | Resultado (kg) | Posição |
| Atleta           | Categoria | Arranque       | Arremesso      | Total          | Posição |
| ---------------- | --------- | -------------- | -------------- | -------------- | ------- |
| Christine Girard | Até 63 kg | 106            | 132            | 238 kg         |         |

### Lutas
| Atleta           | Evento              | Oitavas de final       | Quartas de final               | Semifinais                    | Repescagem             | Final       | Pos.        |
| Atleta           | Evento              | Adversário e resultado | Adversário e resultado         | Adversário e resultado        | Adversário e resultado |             | Pos.        |
| ---------------- | ------------------- | ---------------------- | ------------------------------ | ----------------------------- | ---------------------- | ----------- | ----------- |
| Steven Takahashi | Até 55 kg masculino | Bye                    | CHI Andre Quispe V 1-1, 4-1    | USA Obenson Blance D 0-2, 0-6 | Bye                    | Não avançou |             |
| Ryley Walker     | Até 60 kg masculino | Bye                    | CUB Yowlys Bonne D 1-3, 0-9    | Não avançou                   | Não avançou            | Não avançou | Não avançou |
| Ryan Lue         | Até 66 kg masculino | Bye                    | USA Teyon Ware D 4-1, 0-1, 0-1 | Não avançou                   | Não avançou            | Não avançou | Não avançou |

### Remo
| Atleta | Prova                           | Elim.   | Elim.     | Repescagem | Repescagem | Final   | Final         |
| Atleta | Prova                           | Tempo   | Pos.      | Tempo      | Pos.       | Tempo   | Pos.          |
| --- | ------------------------------- | ------- | --------- | ---------- | ---------- | ------- | ------------- |
| Michael Braithwaite | Skiff simples masculino         | 7:26.04 | 3º/bat. 1 | 7:35.56    | 3º/rep. 2  | 7:13.45 | 7º/1º Final B |
| Eric Bevan Steven Payne | Skiff duplo masculino           | 7:18.94 | 6º/bat. 1 |            |            | 6:47.76 | 5º            |
| Terence McKall Travis King | Skiff duplo peso leve masculino | 6:33.82 | 1º/bat. 2 | BYE        | BYE        | 6:29.27 |               |
| Steven Van Knotsenburg Peter McClelland | Dois sem masculino              | 7:20.77 | 4º/bat. 1 | 7:01.24    | 2º.rep. 1  | 6:50.80 |               |
| David Wakulich Kai Langerfeld Blake Parsons Spencer Crowley                                                                                    | Quatro sem masculino            | 6:08.10 | 1º/bat. 2 | BYE        | BYE        | 6:05.65 |               |
| Travis King Derek Vinge Eric Woelfl Terence McKall                                                                                             | Quatro sem peso leve masculino  | 6:17.61 | 2º/bat. 2 | BYE        | BYE        | 6:13.53 | 5º            |
| Steven van Knotsenburg Peter McClelland Joshua Morris Benjamin De Wit Kai Langerfeld David Wakulich Blake Parsons Spencer Crowley Mark Laidlaw | Oito com masculino              | 6:02.76 | 2º/bat. 2 | BYE        | BYE        | 5:41.01 |               |
| Isolda Penney | Skiff simples feminino          | 7:53.97 | 1º/bat. 1 | BYE        | BYE        | 8:06.88 |               |
| Audra Vair Barbara McCord | Skiff duplo feminino            | 7:23.95 | 1º/bat. 2 | BYE        | BYE        | 7:16.29 |               |
| Melanie Kok Barbara McCord Audra Vair Isolda Penney                                                                                            | Skiff quádruplo feminino        | 7:03.71 | 4º/bat. 1 |            |            | 6:37.68 |               |
| Sandra Kisil Sarah Bonikowsky | Dois sem feminino               | 7:41.77 | 3º/bat. 1 |            |            | 7:32.74 |               |

### Tiro com arco
| Atleta                                         | Evento               | Qualificatória | Qualificatória | Fase de 32                   | Oitavas de final         | Quartas de final        | Semifinais              | Final                                   | Pos.        |
| Atleta                                         | Evento               | Pts.           | Pos.           | Adversário e resultado       | Adversário e resultado   | Adversário e resultado  | Adversário e resultado  | Adversário e resultado                  | Pos.        |
| ---------------------------------------------- | -------------------- | -------------- | -------------- | ---------------------------- | ------------------------ | ----------------------- | ----------------------- | --------------------------------------- | ----------- |
| Crispin Duenas                                 | Individual masculino | 1337           | 2º             | ESA Cristobal Merlos V 6-0   | CUB Jaime Quintana V 6-0 | USA Jake Kaminski V 6-0 | COL Daniel Pineda V 6-4 | USA Brady Ellison D 4-6                 |             |
| Jay Lyon                                       | Individual masculino | 1321           | 7º             | COL Daniel Pacheco V 7-3     | USA Jake Kaminski D 3-7  | Não avançou             | Não avançou             | Não avançou                             | Não avançou |
| Patrick Rivest-Bunster                         | Individual masculino | 1251           | 20º            | BRA Luiz Trainini D 3-7      | Não avançou              | Não avançou             | Não avançou             | Não avançou                             | Não avançou |
| Marie-Pier Beaudet                             | Individual feminino  | 1289           | 6º             | BRA Fátima Rocha V 6-0       | MEX Mariana Avita V 7-3  | MEX Aida Roman D 0-6    | Não avançou             | Não avançou                             | Não avançou |
| Kateri Vrakking                                | Individual feminino  | 1286           | 7º             | VEN Yerubi Suarez V 6-0      | USA Heather Koehl V 6-4  | USA Miranda Leek D 2-6  | Não avançou             | Não avançou                             | Não avançou |
| Vanessa Lee                                    | Individual feminino  | 1210           | 24º            | CHI Denisse van Lamoen D 2-6 | Não avançou              | Não avançou             | Não avançou             | Não avançou                             | Não avançou |
| Crispin Duenas Jay Lyon Patrick Rivest-Bunster | Equipes masculino    | 3909           | 3º             |                              | BYE                      | COL Colômbia V 211-210  | MEX México D 218-220    | Disputa pelo bronze: CUB Cuba D 204-217 | 4º          |
| Vanessa Lee Kateri Vrakking Marie-Pier Beaudet | Equipes feminino     | 3785           | 4º             |                              | BYE                      | CUB Cuba D 197-199      | Não avançou             | Não avançou                             | Não avançou |

### Voleibol
Masculino
| Equipe | Equipe | Fase de grupos                               | Fase de grupos | Quartas                | Semifinal              | Final                  | Pos. |
| Equipe | Equipe | Adversário e resultado                       | Pos.           | Adversário e resultado | Adversário e resultado | Adversário e resultado | Pos. |
| ------ | ------ | -------------------------------------------- | -------------- | ---------------------- | ---------------------- | ---------------------- | ---- |
|        |        | BRA Brasil USA Estados Unidos PUR Porto Rico |                |                        |                        |                        |      |

Feminino
| Equipe | Equipe | Fase de grupos                               | Fase de grupos | Quartas                | Semifinal              | Final                  | Pos. |
| Equipe | Equipe | Adversário e resultado                       | Pos.           | Adversário e resultado | Adversário e resultado | Adversário e resultado | Pos. |
| ------ | ------ | -------------------------------------------- | -------------- | ---------------------- | ---------------------- | ---------------------- | ---- |
|        |        | CUB Cuba BRA Brasil DOM República Dominicana |                |                        |                        |                        |      |

Legenda
| Recorde mundial                  | Recorde mundial (World record)               |                       | Recorde africano                      | Recorde africano (African) |                                           | Q | Classificado por posição (Qualified) |
| Recorde dos Jogos Pan-Americanos | Recorde pan-americano (Pan-American record)  | Recorde da América    | Recorde da América (Americas)         | q                          | Classificado por melhor tempo (Qualified) |   |                                      |
| Melhor marca do ano              | Melhor marca do ano (World leading)          | Recorde asiático      | Recorde asiático (Asian)              | DNS                        | Não largou (Did not start)                |   |                                      |
| Recorde nacional                 | Recorde nacional (National record)           | Recorde europeu       | Recorde europeu (European)            | DNF                        | Não terminou (Did not finish)             |   |                                      |
| Recorde pessoal                  | Recorde pessoal do atleta (Personal best)    | Recorde da Oceania    | Recorde da Oceania (Oceania)          | DSQ / DQ                   | Desclassificado (Disqualified)            |   |                                      |
| Recorde da temporada             | Recorde da temporada do atleta (Season best) | Recorde sul-americano | Recorde sul-americano (South America) | NM                         | Sem marca (No mark)                       |   |                                      |